# Ґарокк
Ґарокк (англ. Garokk, [ˈɡærɒk]), також відомий як Скам'янілий чоловік (англ. Petrified Man) — вигаданий персонаж, лиходій коміксів американського видавництва Marvel Comics.

## Історія публікації
Ґарокк був вигаданий Роєм Томасом і Джеком Кірбі та з'явився в коміксі Astonishing Tales #2 (листопад 1970).

## Створення
Рой Томас пояснив в одному з інтерв'ю, як створювався цей персонаж:
«Отже, Скам'янілий чоловік явно схожий на елементи пізніших романів Берроуза про Тарзана, де у нього був якийсь дивний персонаж, з яким зустрічався Тарзан. А Тонґа був схожий на комбінацію рідних приятелів Тарзана, яких він час від часу зустрічав. А ще це було відсиланням до однієї з моїх улюблених серій коміксів Gold Key Comics про Турока. Отже, Турок... Тонґа... там був елемент цього».

## Вигаданий життєпис
Ґарокк — британський моряк XV століття, який потрапив у Дикі Землі після того, як його корабель розбився в Антарктиді. Він випив зі священної чаші та перетворився на камінь, що зробило його безсмертним створінням, з'єднавши моряк із богом Сонця Ґарокком. Пізніше він натрапляє на людей Сонця, які моляться на нього та об'єднується з Ка-Заром із метою зупинити їхню самознищувальну війну. Однак Ґарокк збожеволів, повіривши у свою божественність та вирішив винищити все життя на Землі. Між ним і Ка-Заром відбулась битва, внаслідок якої Ґарокк повертається у свою людську форму і гине.
Його повернула до життя Заладан у новому тілі. Ґарокк бився з Людьми Ікс і Магніто. Зрештою, він зливається із самою землею та зникає як окрема особистість.
На короткий час Ґарокк з'являється знову у вигляді антагоніста Ка-Зара, що приводить його до чергової поразки. Окрім цього, він одного разу допоміг Месникам знайти Вищого Еволюціонера.